# テトゥアン (マドリード)
テトゥアン （Tetuán）は、スペイン、マドリードの区。

## 地理・統計
北はフエンカラル＝エル・パルド、東はチャマルティン（カステリャーナ通り）、南はチャンベリ（レイナ・ビクトリア大通り）、西はモンクロア＝アラバカの各区と接する。人口は約145,000人（2002年）。
6つの地区で構成されている。
- 61 - ベリャス・ビスタス
- 62 - クアトロ・カミーノス
- 63 - カスティリェーホス
- 64 - アルメナラ
- 65 - バルデアセデラス
- 66 - ベルゲテ

人口はクアトロ・カミーニョスとベリャス・ビスタスに集中している。社会経済的地位は中程度から低程度であり、高齢者が多い。しかしAZCAやベルゲテ地区では年代構成は異なり、平均収入も区平均より上である。テトゥアンはマドリードの中でも大きな外国人人口を抱える区で、区人口の実に14％が外国人である。
建築も社会構成も異なるものが混じりあっている。AZCAのような現代的建築の金融センターがある一方で、区の西部には区発祥の頃からあるような半ば農村のような住宅も見られる。

## 歴史
起源は、1859年から1860年のスペイン・モロッコ戦争（es）の頃にさかのぼる。モロッコの都市テトゥアンの近くで起きたテトゥアンの戦い（Battle of Tétouan）に勝利したレオポルド・オドンネル率いるスペイン軍は、首都への凱旋入場を準備する間、マドリード北部のチャマルティン・デ・ラ・ロサ村の草原に野営した。結局凱旋行進が行われることはなく、この野営地にはやがて恒久的建築物や商店などができて商人たちが進出し、テトゥアン・デ・ラス・ビクトリアス（Tetuán de las Victorias）と呼ばれる街区になった。1919年にマドリード地下鉄が開通すると、1929年にはテトゥアンに延長され、区の拡大が始まった。1948年にチャマルティン・デ・ラ・ロサはクアトロ・カミーニョス他南の地区を吸収して拡大し、1955年にマドリードの行政区となった。

## 交通
- セルカニアス マドリード - 区南東部のヌエボス・ミニステリオス駅
- マドリード地下鉄 - 1号線、2号線、6号線、7号線、8号線、9号線、10号線

## ギャラリー

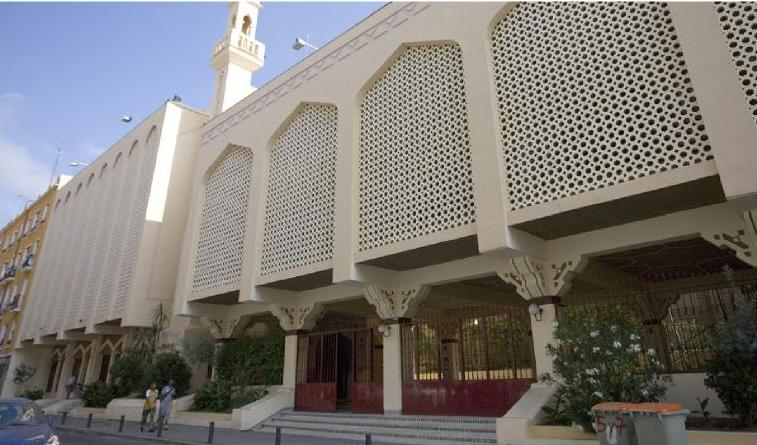
マドリード中央モスク
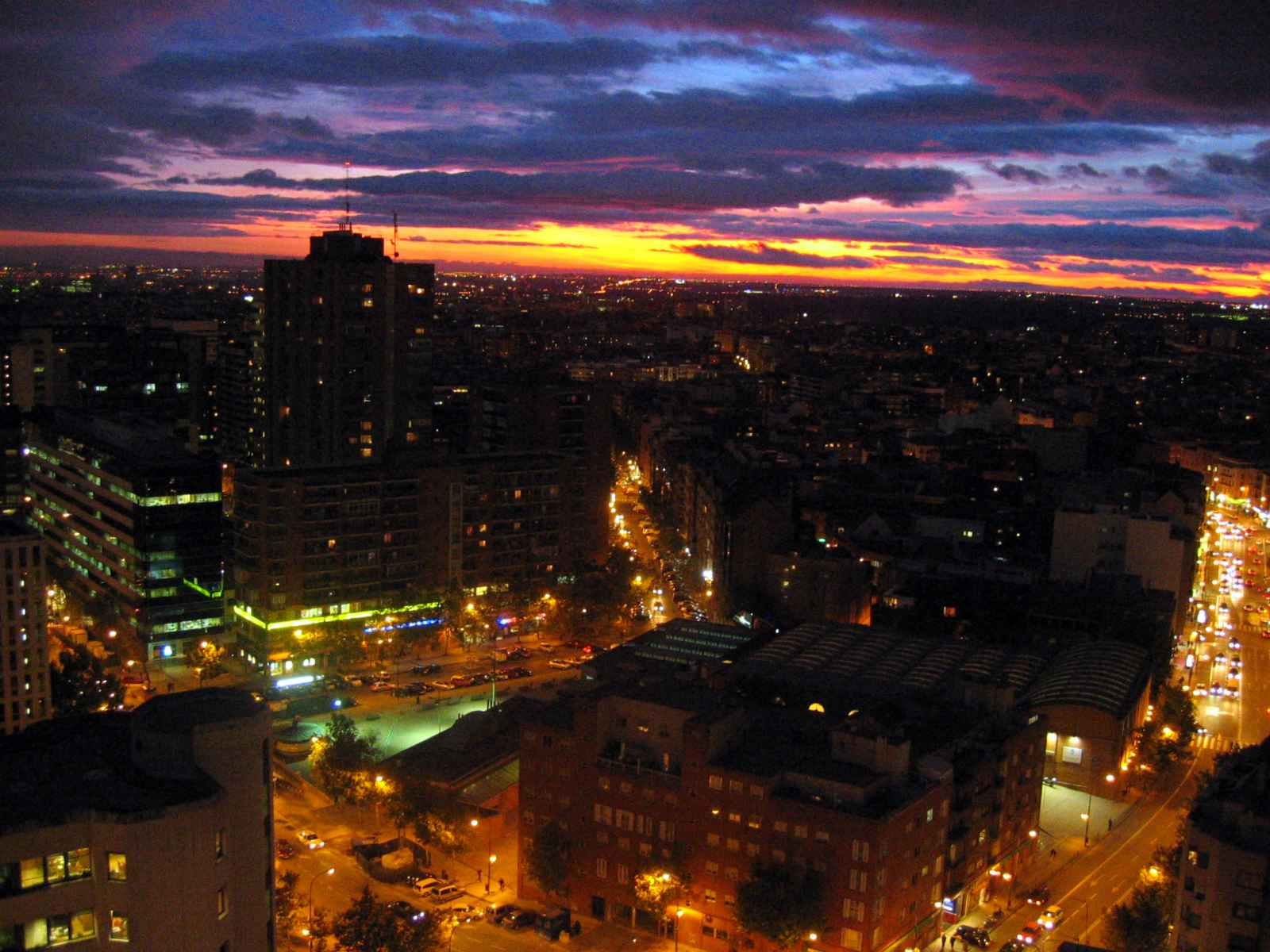
夜のテトゥアン区
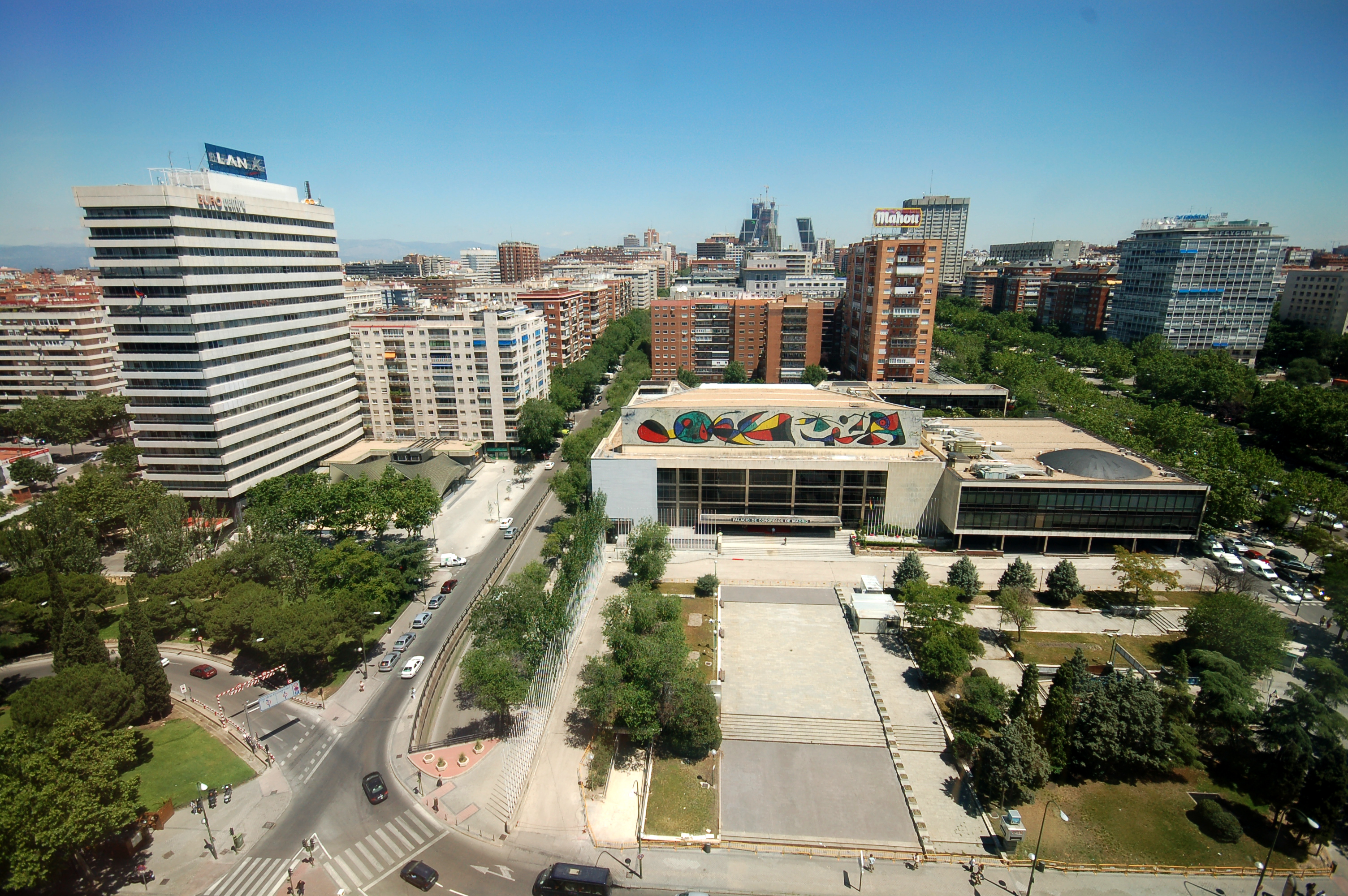
パラシオ・デ・コングレソスとビル群